# Danny Berrios
Danny Berrios (Miami, Florida; 29 de octubre de 1961) es un predicador y cantante de música cristiana. Es considerado como uno de los músicos y cantantes que desempeñaron un rol importante como precursores de la música cristiana contemporánea en español.

## Biografía
Daniel Berrios, nació un 29 de octubre en la ciudad de Miami, Florida. Su padre fue el conocido predicador y evangelista puertorriqueño, José "Pepito" Berrios y su madre, Clara Berrios, de nacionalidad cubana.
Danny fue criado en un hogar cristiano. Comenzó a tomar clases de piano a los nueve años de edad y a los doce, inició sus estudios de canto.
Empezó a tomar clases de piano a los nueve años y clases de canto a los doce años.

## Trayectoria
En 1980 Berrios empieza su ministerio, ese mismo año hace su primera presentación en Quetzaltenango (Guatemala) en una campaña que llevaba a cabo su padre Pepito. Desde entonces ha realizado cientos de conciertos y presentaciones en vivo y ha publicado numerosos álbumes.
También ha ministrado cruzadas junto a evangelistas y líderes cristianos evangélicos reconocidos a nivel internacional, como Luis Palau, Alberto Motessi y Yiye Ávila. Ha compartido también el escenario con prestigiosos predicadores cristianos evangélicos estadounidenses, entre ellos, Morris Cerullo, Steve Fatow, Billy Graham, Larry Jones, Larry Lee y Jimmy Swaggart.
Actualmente, se encuentra viviendo en Miami (Florida) con su esposa y sus cuatro hijos.

### «Voy a profetizar» (2009)
Para el año 2009 Danny Berrios saca su álbum Voy a profetizar. Por primera vez utiliza el género salsa en una de las canciones. El cantante afirmó lo siguiente:

Yo considero este disco como la continuidad de las últimas producciones que he grabado, donde hablo sobre la restauración, y sobre cómo superar los problemas por medio de la fe que tenemos en Dios.
Danny Berrios

Los arreglos musicales del disco estuvieron a cargo de Héctor Perucho Rivera y Andy Guzmán.
Su más reciente producción es El mensaje de la cruz, para el año 2015. En estos últimos años ha acompañado a otros cantantes en sus distintos álbumes y ofrecido conciertos en toda Latinoamérica y más allá. Para el año 2020, trabajó en un nuevo álbum, en el cual, colaboró junto a su hija menor de 17 años Danielly, con esto el debut y lanzamiento formal y profesional de su hija a este género musical.

## Controversia
En 2011, Danny Berríos fue abucheado por más de mil 500 cristianos que le lanzaron piedras, vasos y botellas plásticas, por supuestamente no querer cantar en el polideportivo “Héctor-El Vikingo-Monegro”, por no completarse el valor pactado en el contrato de su presentación, que hizo con un pastor evangélico llamado Fernando Betancourt.

## Discografía
Berrios cuenta con más de 25 álbumes, de los cuales dos están en portugués y uno en inglés. En el año 1986 recibió un disco de oro de la discográfica PolyGram por la venta de cien mil copias del disco Gloria a Dios.
| Nombre del álbum                                  | Canciones |
| ------------------------------------------------- | --- |
| 1982 - Gloria A Dios                              | - Gloria a Dios - Me diste amor - Da un poco más de tu amor - A Dios sea la gloria - Bendición - Mi Dios es real - Morir para el mundo - Él murió en aquella cruz - Mi corona El llevó                                       |
| 1983 - Un canto para ti                           | - Tomando de la fuente - Soldado de Jesús - Resucitaré - Si tú estás en mí - Él te ayudará - Oye, diablo - Un canto para ti - Prefiero creer en ti - Trompeta de Cristo - No he visto justo desamparado                      |
| 1984 - Él es Jehová                               | - Él es Jehová - El buen pastor - Isaías 28:16 - Lo hiciste por amor - Alto y lejos - El Shaddai - Yo vivo en las manos - Yo te amaré Señor - Qué majestuoso es tu Nombre - Señor de mí                                      |
| 1984 - Navidad con Danny Berrios y Familia        | - Todos los días es Navidad - Alabanza Navideña - Santa la noche - Venid pastorcillos - Noche de paz - Pequeña aldea de Belén - Qué niño es este - Belén ciudad dichosa - Al mundo paz - Oid un son en alta esfera           |
| 1985 - Juntos venceremos                          | - Yo soy - Esperar en el Señor - Yo vivo para ti - Ama a tu hermano - Canto a mi padre - Juntos venceremos - Somos sus manos - No sé que haría yo sin ti - Tus cargas Él llevará                                             |
| 1986 - Aquí estoy                                 | - Aquí estoy - Tú me conoces - Doquiera que yo voy - Porque Él nos ama - Gran amor - Confiar en Él - Canaán - Mañana |
| 1986 - Glória a Deus                              | - Glória a Deus - Você me deu amor - Dê um pouco mais do seu amor - A Deus seja a glória - Bênção - Meu Deus é real - Morrer para o mundo - Ele morreu na cruz - Ele levou a minha coroa                                     |
| 1986 - Ele é Jeova                                | - Ele é Jeova - O bom Pastor - Isaias 28:16 - Ele fez por amor - Alto e longe - El-Shaddai - Eu vivo nas mãos - Eu te amarei, Senhor - Que majestoso teu nome - Senhor meu                                                   |
| 1987 - Sigo confiando en ti                       | - No puedo callarme - Como tú no hay otro - Sigo confiando en ti - Solo no estoy - Por siempre Rey - Déjalo entrar - Busca otro camino - Siempre unidos                                                                      |
| 1988 - Danny Berrios - Sus mejores canciones      | - Qué majestuoso es tu Nombre - Él es Jehová - El Shaddai - Prefiero creer en ti - Sigo confiando en ti - Porque Él nos ama - Juntos venceremos - Somos sus manos - Yo Soy - Si tú estás en mí                               |
| 1989 - Levanta la luz                             | - Cielo - Cúbreme - Solo en ti - Él mira tu corazón - Levanta la luz - Sacrificio a Él - Y tú sabes bien - Brazos de amor |
| 1990 - Dios se está moviendo                      | - Dios se está moviendo - Dulce amor - Gracias - Bendice a Dios - Con cada latido - Puedo empezar otra vez - Yo estoy contigo - Jesús, tú eres mi Señor                                                                      |
| 1991 - Él me salvó                                | - Adicto a su amor - Dime serás tú - El mismo Dios - Yo te seguiré - Él me salvó - Aprendiendo a confiar en ti - No llores más - Que llueva otra vez                                                                         |
| 1992 - Todos los días es Navidad                  | - Todos los días es Navidad - Alabanza Navideña - Pequeña aldea de Belén - Belén ciudad dichosa - Hoy es Navidad (Navidad es de los niños) - Noche de paz - Qué niño es este/Jesús bambino - Venid y adoremos/Santa la noche |
| 1993 - Sólo en Jesús                              | - Al revés - Por qué - Postrado a sus pies - Que le agrada más - Sólo en Jesús - Hosanna - Solo por tu gracia - Volver a empezar                                                                                             |
| 1994 - Somos uno en Jesús (con Humberto Ballejos) | - Un corazón de cielo - Nos hace falta Dios - Todo irá bien o todo irá mal - Una canción para que vuelvas - Somos uno en Jesús - Sueños de un hijo pródigo - El mensajero - Buenos consejos                                  |

| Nombre del álbum                              | Canciones |
| --------------------------------------------- | --- |
| 1995 - Nací para adorar                       | - Salmo 100 - Yo quiero ser como tú - Él ha sido fiel - Hay perdón - Nací para adorar - Los que esperan a Jehová - Padre ayúdame - Ven a Cristo |
| 1996 - Lo mejor de Danny Berrios (Vol. 1)     | - Gloria a Dios - Me diste amor - Tomando de la fuente - No he visto justo desamparado - Él es Jehová - El Shaddai - Juntos venceremos - Un canto a mi padre - Aquí estoy - Mañana - Sigo confiando en ti - Por siempre Rey                          |
| 1997 - Born to Worship                        | - Psalm 100 - I want to be just like you - He's been faithful - Mercy granted one more time - Born to worship - Wings like eagles - Childlike faith - Will you come to Jesus                                                                         |
| 1998 - Agua viva                              | - Rey de gloria - Después de llover - Mi corazón - Cuando me diste tu amor - Agua viva - Prométeme - Amar unos a otros - Dios me devolvió mi mañana                                                                                                  |
| 1999 - Lo mejor de Danny Berrios (Vol. 2)     | - Levanta la luz - Cúbreme - Sacrifico a él - Dios se está moviendo - Gracias - Puedo empezar otra vez - Adicto a su amor - Él me salvó - Aprendiendo a confiar en ti - Sólo en Jesús - Postrado a sus pies - Lo que le agrada                       |
| 2001 - Dios cuida de mí                       | - Tu mejor momento - Ofrenda agradable a ti - Mi Cristo vive - Alaba a Dios - La alegría del Señor - Dios cuida de mí - Himno de victoria - Para el rey                                                                                              |
| 2003 - El secreto es alabar                   | - Ahora es la hora - El secreto es alabar - Rayo de luz - Con mucha unción - Entrégalo al Señor - Quién es este - El Dios a quien yo sirvo - Amigo de fe                                                                                             |
| 2005 - 25 años escribiendo victoria           | - Momento triunfal - La gloria es de él - Nadie te detendrá - Escribiendo victoria - Hombre de fuego - Jesús abrió la puerta - Nadie me impedirá - El don de vida                                                                                    |
| 2006 - En Vivo - 25 años de ministerio (CD 1) | - La alegría del Señor - Ahora es la hora - La gloria es de él - Dios cuida de mí - Mi Cristo vive - Ofrenda agradable (con Laurie Colón) - Alaba a Dios (con Ricardo Rodríguez) - Tomando de la fuente - Me diste amor - El Shaddai                 |
| 2006 - En Vivo - 25 años de ministerio (CD 2) | - Gloria a Dios - Juntos venceremos - Escribiendo victoria - Himno de victoria - Hombre de fuego - Alaba a Dios (con Coral) - Momento triunfal - Alaba a Dios (con Ricardo Rodríguez)                                                                |
| 2006 - Danny Berrios de Lujo vol. 1           | Recopilación en 3 CDs de estos 3 álbumes: - Gloria a Dios - Un canto para ti - Él es Jehová |
| 2006 - Danny Berrios de Lujo vol. 2           | Recopilación en 3 CDs de estos 3 álbumes: - Juntos venceremos - Aquí estoy - Sigo confiando en ti |
| 2007 - De fe en fe, de gloria en gloria       | - Él llegó - Dios está contigo - Tiempo de Dios - Autoridad divina - Una cuestión de fe - Perdonado - Novia rescatada - De fe en fe - Juntos venceremos (participación especial de Blest y Perucho).                                                 |
| 2009 - Voy a profetizar                       | - Seguir con fe - Canto de victoria - La gloria de Jehová - El Rey te mandó llamar - Voy a profetizar - Sáname - De rodillas - Pasé por el valle - Mi corona llevó - Resucitaré                                                                      |
| 2012 - Aférrate a la fe                       | - Aférrate a la fe - Todo lo puedo - Dile a ese gigante (feat. Alex Campos) - Adicto a su amor (feat. Yadira Matos) - No puedo callarme - Ponte en pies - Tiempo de honra - Yo declaro - Descansa y espera (feat. René González & Ricardo Rodríguez) |
| 2015 - El mensaje de la cruz                  | - El mensaje de la cruz - La Palabra - Corro a ti - Todo es posible - Por tu Palabra - Levántate - Envuélveme - Ven y corre |